# Mirko Pavleković
Mirko Pavleković bio je predsjednik Skupštine Grada Zagreba u razdoblju od 1951. do 1952. godine. godine. Na toj je dužnosti zamijenio Milivoja Rukavinu, a naslijedio ga je Većeslav Holjevac.

## Životopis
Rođen je 21. prosinca 1929. godine u Drvaru. Nakon završetka gimnazije u Sarajevu, Pavleković je upisao studij književnosti na Filozofskom fakultetu u Zagrebu. Tijekom studija, počeo je objavljivati svoje pripovijetke i eseje u književnim časopisima poput "Književnost", "Književna smotra" i "Quorum". Njegovi radovi omogućili su mu da stekne prepoznatljivost među književnom publikom. Pavlekovićeva književna karijera obuhvaćala je pisanje romana, pripovijetki, eseja te knjiga za djecu. Njegove priče često su istraživale teme poput identiteta, povijesti i sjećanja. Kroz vlastito iskustvo kao prognanika nakon Drugoga svjetskog rata, Pavleković je često isticao važnost prisjećanja na prošlost i očuvanja nacionalne svijesti. Njegova najpoznatija djela uključuju romane "U registraturi" (1962.) i "U gori raste zelen bor" (1971.), koja su postala klasici hrvatske književnosti. "U registraturi" opisuje život u provincijskom gradiću tijekom ranog 20. stoljeća, dok "U gori raste zelen bor" prikazuje život seljaka i partizanskog pokreta tijekom Drugoga svjetskog rata. Pavleković je također bio vrstan prevoditelj, preveo je djela velikih svjetskih književnika poput Charlesa Dickensa, Ernesta Hemingwaya i Michela Tourniera. Njegovi prevodi dočaravali su izvorni duh i stil autora, te su bili vrlo cijenjeni među čitateljima. Mirko Pavleković dobio je brojne književne nagrade za svoj rad, uključujući Nagradu Matica hrvatska, Nagradu "Ivan Goran Kovačić" te Nagradu "Ksaver Šandor Gjalski". Bio je član Hrvatskog društva pisaca te Hrvatskog društva književnika. Mirko Pavleković preminuo je 2007. godine u Zagrebu, ali njegovo književno djelo ostaje kao važan dio hrvatske književnosti. Njegove priče i romani i danas se čitaju i proučavaju kao iznimni primjeri suvremene književnosti u Hrvatskoj.